# Bigdi
Bigdi (ou Bildi, Bikdi) est un village du Cameroun situé dans le département du Mayo-Danay et la Région de l'Extrême-Nord, à proximité de la frontière avec le Tchad. Il fait partie de la commune de Wina.

## Population
En 1967, la localité comptait 628 habitants, principalement des Mafa et des Toupouri.
En 2005, lors du recensement général de la population et de l'habitat, on y a dénombré 681 personnes.